# Kalamazoo River
Der Kalamazoo River ist ein 267 Kilometer langer Zufluss des Michigansees im US-Bundesstaat Michigan.
Er durchquert die Countys Allegan, Barry, Eaton, Van Buren, Kalamazoo, Calhoun, Jackson, Hillsdale, Kent und Ottawa und entwässert dabei ein Gebiet von 5230 km². Bei der Mündung in New Richmond liegt der mittlere Abfluss bei 52,8 m³/s, bei Battle Creek am Oberlauf des Flusses liegt der mittlere Abfluss bei 9,1 m³/s.
Die beiden Quellflüsse, der North Branch und der South Branch Kalamazoo River, entspringen nur wenige Kilometer voneinander. Der South Branch entspringt in North Adams im Moscow Township im Nordosten des Hillsdale County. Danach fließt er durch Homer und vereinigt sich in Albion mit dem North Branch. Der North Branch entspringt nahe Farewell und Pine Hills Lake im südlichen Jackson County und fließt bei Albion im Calhoun County mit dem South Branch zusammen.
Größere Nebenflüsse des Kalamazoo River sind der Rice Creek, Wilder Creek, Wabascon Creek, Battle Creek River, Augusta Creek, Portage Creek, Gun River, Swan Creek und der Rabbit River.